# Oberonia wenzelii
Oberonia wenzelii är en orkidéart som beskrevs av Oakes Ames. Oberonia wenzelii ingår i släktet Oberonia och familjen orkidéer. Inga underarter finns listade i Catalogue of Life.